# Roselord Borgella
Pour les articles homonymes, voir Borgella.
Roselord Borgella, née le 1er avril 1993 à Léogâne, est une footballeuse internationale haïtienne évoluant au poste d'attaquante. Joueuse très polyvalente, elle a été utilisée à quasiment tous les postes du terrain au cours de sa carrière.

## Biographie

### Carrière en club
À ses débuts, Roselord Borgella évolue avec l'Essentiel FC où elle est utilisée comme meneur de jeu tantôt comme ailier, tantôt comme récupératrice. Fin 2010, le président de la Fédération haïtienne de football, Yves Jean-Bart l'annonce dans les plans du Paris Saint-Germain, mais finalement sans concrétisation.
En janvier 2017, elle signe un contrat de deux ans avec le Suwon UDC WFC (en) en Corée du Sud.
Finalement, elle débarque au Chili la même année et rejoint le Santiago Morning. Elle y joue un peu plus de deux saisons et réalise un bilan exceptionnel : 102 buts marqués en championnat (66 en 25 matchs lors de sa première saison et 36 buts la deuxième), deux titres de meilleure buteuse de la compétition et deux titres de championne du Chili avec le club,. En octobre 2019, elle découvre la Copa Libertadores et devient la première footballeuse haïtienne à disputer cette compétition. Son équipe échoue en quart de finale contre Corinthians.
Début 2020, elle s'engage avec le Maccabi Kishronot Hadera (en) en Israël,. Elle marque dix buts en sept matchs avant l'arrêt de la compétition à cause de la pandémie de Covid-19.

### Carrière internationale
Roselord Borgella a fait partie de la sélection haïtienne des moins de 17 ans lors de la phase caribéenne puis lors de la phase Concacaf des éliminatoires de la Coupe du monde 2010. Elle y joue tantôt comme défenseure centrale, tantôt comme latérale. Le 2 novembre 2009, elle inscrit un septuplé dans un match éliminatoire contre les Îles Vierges remporté 24-0.
Depuis son retour en sélection nationale en 2022, elle a déjà marqué 15 buts en 10 matchs disputés avec Haïti dans le cadre des éliminatoires de la coupe du monde 2023. 
Lors des barrages intercontinentaux de la coupe du monde en février 2023, Roselord Borgella a grandement participé à la qualification d'Haïti à la coupe du monde en réalisant un magnifique doublé contre le Sénégal, un match qui s'est terminé sur une victoire d'Haiti de 4-0 contre le Sénégal. Elle a été élue Joueuse du Match par la FIFA.
Puis, lors du match finale contre le Chili elle a de nouveau répondu présente en réalisant une belle passe décisive au cours du match qui s'est terminé sur une victoire de l'équipe haïtienne de 2-1 sur le Chili et qui permet aux haïtiennes de se qualifier pour la première fois de leur histoire à la Coupe du monde féminine 2023.

## Palmarès
- Championne du Chili avec Santiago Morning en 2018 et 2019.